# Атака (вестник, 2005)
Вижте пояснителната страница за други значения на Атака.
Вестник „Атака“ е български национален ежедневник, който излиза от 17 октомври 2005 г.
Официален печатен орган на политическа партия „Атака“. Главен редактор на вестника от основаването му до 2011 г. е Капка Сидерова.

## Броеве
| годишнина | година | броеве      |
| --------- | ------ | ----------- |
| 1         | 2005   | 1 – 64      |
| 2         | 2006   | 65 – 363    |
| 3         | 2007   | 364 – 654   |
| 4         | 2008   | 656 – 957   |
| 5         | 2009   | 958 – 1214  |
| 6         | 2010   | 1215 – 1282 |